# Multiplikativer Ergodensatz
In der Ergodentheorie ist der Multiplikative Ergodensatz oder Satz von Oseledets ein mathematischer Lehrsatz, der das asymptotische Langzeitverhalten der Ableitungsmatrizen für Iterationen einer differenzierbaren Abbildung beschreibt.
Der Satz von Oseledets wird in der Regel in einer allgemeinen Fassung für matrixwertige Kozykel formuliert, aus der als spezielle Anwendung der multiplikative Ergodensatz für {\displaystyle C^{1}}-Diffeomorphismen folgt.

## Version für matrixwertige Kozykel
Sei {\displaystyle T\colon X\to X} ein maßerhaltende Abbildung auf einem Wahrscheinlichkeitsraum {\displaystyle (X,\mu )} und sei {\displaystyle \left\{A(n,x)\in Mat(r,\mathbb {R} )\colon n\in \mathbb {N} ,x\in X\right\}} eine Familie von Matrizen mit
{\displaystyle A(m,T^{n}x)A(n,x)=A(m+n,x)}
für alle {\displaystyle m,n\in \mathbb {N} ,x\in X}, also ein matrixwertiger Kozykel. Sei {\displaystyle \log \Vert A(n,x)\Vert \in L^{1}(X,\mu )} und {\displaystyle \log \Vert A(n,x)^{-1}\Vert \in L^{1}(X,\mu )} für alle {\displaystyle n\in \mathbb {N} }.
Dann existiert für {\displaystyle \mu }-fast alle {\displaystyle x\in X} und alle {\displaystyle v\in \mathbb {R} ^{r}} mit {\displaystyle \Vert v\Vert =1} der Grenzwert
{\displaystyle \lambda =\lim _{n\to \infty }{\frac {\log \Vert A(n,x)v\Vert }{n}}}
und nimmt höchstens {\displaystyle r} verschiedene Werte an, die von {\displaystyle v}, aber nicht von {\displaystyle x} abhängen. Diese Werte heißen Ljapunow-Exponenten. Bezeichnet man die unterschiedlichen Ljapunow-Exponenten mit {\displaystyle \lambda _{1}>\ldots >\lambda _{m}}, dann gibt es Unterräume
{\displaystyle \mathbb {R} ^{r}=V_{1}\supset V_{2}\supset \ldots \supset V_{m}\supset V_{m+1}=0}
mit
{\displaystyle \lim _{n\to \infty }{\frac {\log \Vert A(n,x)v\Vert }{n}}=\lambda _{i}}
für {\displaystyle v\in V_{i}\setminus V_{i+1},i=1,\ldots ,m}.

## Version für Diffeomorphismen
Sei {\displaystyle M} eine kompakte Riemannsche Mannigfaltigkeit und {\displaystyle f\colon M\to M} ein {\displaystyle C^{1}}-Diffeomorphismus. Sei {\displaystyle \mu } ein ergodisches {\displaystyle f}-invariantes Wahrscheinlichkeitsmaß. Dann gibt es für {\displaystyle \mu }-fast alle {\displaystyle x\in M} messbar von {\displaystyle x\in M} abhängende Zahlen {\displaystyle r(x),\lambda _{1}(x),\ldots ,\lambda _{r}(x)} und eine messbar von {\displaystyle x} abhängende {\displaystyle f}-äquivariante Zerlegung
{\displaystyle T_{x}M=E_{1}(x)\oplus \ldots \oplus E_{r}(x)}
mit
{\displaystyle \lim _{n\to \pm \infty }{\frac {1}{n}}\log \Vert D_{x}f^{n}v\Vert =\lambda _{i}(x)\ \ \forall v\in E_{i}(x)\setminus 0},
und
{\displaystyle \lim _{n\to \pm \infty }{\frac {1}{n}}\log \Vert Jac(D_{x}f^{n})\Vert =\sum _{i=1}^{r(x)}\lambda _{i}(x)m_{i}(x)}
für {\displaystyle m_{i}(x)=\dim E_{i}(x)}.
Die {\displaystyle \lambda _{i}(x)} heißen Ljapunow-Exponenten, die {\displaystyle m_{i}(x)} ihre Vielfachheiten. Aus Ergodizität von {\displaystyle \mu } folgt, dass sie {\displaystyle \mu }-fast überall konstant sind.